# Jesper Bratt
Jesper Bratt (* 30. Juli 1998 in Stockholm) ist ein schwedischer Eishockeyspieler, der der seit Mai 2017 bei den New Jersey Devils aus der National Hockey League (NHL) unter Vertrag steht und dort auf der Position des linken Flügelstürmers spielt.

## Karriere
Jesper Bratt wurde in Stockholm geboren und spielte in seiner Jugend bis 2013 für Trångsunds IF in einem Teil der Gemeinde Huddinge südlich der schwedischen Hauptstadt. In der Saison 2012/13 spielte er dort im Alter von 14 Jahren in der viertklassigen Division 2 bereits auf Herren-Niveau. Zur Spielzeit 2013/14 wechselte der Flügelstürmer in die Jugendabteilung von AIK Ishockey und spielte für deren Nachwuchs-Auswahlen in den nächsten zwei Jahre hauptsächlich in der J18 Allsvenskan sowie der J20 SuperElit, den jeweils höchsten schwedischen Juniorenligen dieser Altersklassen. Zudem debütierte der Schwede in der Saison 2014/15 im Profi-Bereich, als er insgesamt auf fünf Einsätze für die Herren-Abteilung des AIK in der Allsvenskan kam. Dort wurde Bratt ab der Spielzeit 2015/16 hauptsächlich eingesetzt und verbuchte dort in seiner ersten kompletten Saison 17 Scorerpunkte in 48 Spielen, bevor er im NHL Entry Draft 2016 an 162. Stelle von den New Jersey Devils ausgewählt wurde. Parallel dazu wurde er auch im KHL Junior Draft 2016 an 119. Position vom HK ZSKA Moskau berücksichtigt. 2017 wurde er zudem beim CHL Import Draft 2017 von den London Knights in der ersten Runde als insgesamt 49. Spieler gezogen. Wegen der Rechte der Devils kamen aber weder ZSKA noch die Knights zum Zuge.
Nach der Saison 2016/17 unterzeichnete Bratt im Mai 2017 einen Einstiegsvertrag bei den New Jersey Devils. In der anschließenden Saisonvorbereitung erarbeitete sich der Angreifer überraschend einen Platz im Aufgebot der Devils und debütierte infolgedessen im Oktober 2017 in der National Hockey League (NHL). Dabei gelangen ihm in seinen ersten drei Spielen drei Tore bei sechs Scorerpunkten. Er beendete seine Rookie-Saison mit 35 Punkten aus 74 Spielen.
Mit dem Ende der Spielzeit 2019/20 wurde Bratt zum Restricted Free Agent, wobei eine Einigung auf einen neuen Vertrag mit den Devils bis kurz vor Beginn der Saison ausstand. Im Januar 2021 unterzeichnete er schließlich einen neuen Zweijahresvertrag, der ihm ein durchschnittliches Jahresgehalt von 2,75 Millionen US-Dollar einbringen soll. In der Saison 2021/22 steigerte der Angreifer seine persönliche Statistik deutlich auf 73 Punkte aus 76 Partien, womit er bester Scorer seiner Mannschaft wurde. Nachdem er diese Leistungen bestätigt hatte, unterzeichnete er im Juni 2023 einen neuen Achtjahresvertrag in New Jersey, der ihm ein durchschnittliches Jahresgehalt von ca. 7,8 Millionen US-Dollar einbringen soll.

### International
Bratt debütierte für sein Heimatland bei der World U-17 Hockey Challenge 2014 im November und gewann dort mit der U17-Auswahl die Bronzemedaille. Es folgte jeweils die Silbermedaille beim Ivan Hlinka Memorial Tournament 2015 sowie bei der U18-Weltmeisterschaft 2016.
Sein erstes Turnier für Schwedens Herren absolvierte er bei der Weltmeisterschaft 2019.

## Erfolge und Auszeichnungen
- 2014 Bronzemedaille bei der World U-17 Hockey Challenge 2014
- 2015 Silbermedaille beim Ivan Hlinka Memorial Tournament
- 2016 Silbermedaille bei der U18-Weltmeisterschaft

## Karrierestatistik
Stand: Ende der Saison 2024/25

### International
Vertrat Schweden bei:
| - World U-17 Hockey Challenge 2014 (November) - Ivan Hlinka Memorial Tournament 2015 - U18-Junioren-Weltmeisterschaft 2016 | - Weltmeisterschaft 2019 - 4 Nations Face-Off 2025 |

(Legende zur Spielerstatistik: Sp oder GP = absolvierte Spiele; T oder G = erzielte Tore; V oder A = erzielte Assists; Pkt oder Pts = erzielte Scorerpunkte; SM oder PIM = erhaltene Strafminuten; +/− = Plus/Minus-Bilanz; PP = erzielte Überzahltore; SH = erzielte Unterzahltore; GW = erzielte Siegtore; 1 Play-downs/Relegation; Kursiv: Statistik nicht vollständig)